# Рики (гміна)
Гміна Рики (пол. Gmina Ryki) — місько-сільська гміна у східній Польщі. Належить до Рицького повіту Люблінського воєводства.
Станом на 31 грудня 2011 у гміні проживало 20822 особи.

## Площа
Згідно з даними за 2007 рік площа гміни становила 161.80 км², у тому числі:
- орні землі: 71.00 %
- ліси: 17.00 %

Таким чином, площа гміни становить 26.29 % площі повіту.

## Населення
Станом на 31 грудня 2011:
| Опис     | Загалом | Загалом | Чоловіки | Чоловіки | Жінки | Жінки |
| -------- | ------- | ------- | -------- | -------- | ----- | ----- |
| одиниця  | осіб    | %       | осіб     | %        | осіб  | %     |
| все      | 20822   | 100     | 10215    | 49.06    | 10607 | 50.94 |
| міське   | 9989    | 100     | 4766     | 47.71    | 5223  | 52.29 |
| сільське | 10833   | 100     | 5449     | 50.30    | 5384  | 49.70 |

## Сусідні гміни
Гміна Рики межує з такими гмінами: Клочев, Новодвур, Пулави, Стенжиця, Уленж, Якторув, Демблін.